# Пазёмов, Иван Владимирович
Ива́н Влади́мирович Пазёмов (23 июля 1973) — российский футболист, нападающий. В России выступал за «Торпедо», «Тюмень» и «Томь».

## Карьера
Воспитанник ФШ «Чертаново».
Свою футбольную карьеру Иван Пазёмов начал в московском «Торпедо». В 1991 году был заявлен в чемпионат СССР, но не сыграл там ни одного матча. В 1992 дебютировал в Высшей лиге 20 сентября в гостевом матче против «Факела», выйдя на замену на 81-й минуте вместо Андрея Талалаева. В том сезоне забил два гола в матче с «Динамо-Газовиком», но результат был аннулирован. В сезоне 1992/93 стал обладателем Кубка России. Также играл в Кубке УЕФА и Кубке кубков. В следующих сезонах 1993 и 1994 провёл соответственно 26 и 23 матчей.
В 1995 году в чемпионате не играл, выступал за «Торпедо»-д. После этого уехал в Южную Корею, затем играл в Тунисе.
В 1996 году вернулся в «Торпедо». В следующем году перешёл в «Тюмень», но не сыграл за неё ни одного матча. Завершал карьеру в Томске, отыграв один сезон за «Томь».
Позже участвовал в мини-футбольных турнирах Москвы.
В 2001 году сыграл 6 матчей за «Реутов» в Первенстве КФК, забил 4 мяча.